# Frank Welker
Frank Welker, właśc. Franklin Wendell Welker (ur. 12 marca 1946) – amerykański aktor głosowy, rzadko występujący przed kamerą. Od ponad 50 lat pracuje głosem w wielu serialach animowanych, filmach i grach. Jego najsłynniejsze role to między innymi Megatron z kreskówki Transformers oraz Scooby Doo i Fred z kreskówek z serii Scooby-Doo.
Ma 173 cm wzrostu.

## Filmografia

### Seriale animowane
- Aladyn – Abu / Rajah / Xerxes / różne głosy
- Alvin i wiewiórki – różne głosy
- Animaniacy – Runt / Hipopotam Flavio / Guziki / Ochroniarz Ralph / Thaddeus Plotz
- Batman – Kot Isis / Odgłosy wilkołaka / Pomocnik / Demon
- Bionic Six – Rękawica / Mechanik / Chopper
- Café Myszka – Goguś Kwabotyn
- Chowder – odgłosy zwierząt i różnych potworów
- Ciekawski George – małpka George
- Co nowego u Scooby’ego? – Scooby Doo / Fred Jones
- Czarnoksiężnik z krainy Oz
- Dink, mały dinozaur – Scat / Crusty
- Droopy, superdetektyw – McWilk / Dweeble
- Dzięciołek Woody – nowe przygody – Chilly Willy / Billy / Louie / Niedźwiedź polarny Maxie / pies strażniczy / Kura Atylla / pies Pani Meanie / Anna Bulldog / Thrash Bulldog
- Fineasz i Ferb – Pepe / odgłosy zwierząt
- Futurama – Nibbler (w wersji mówiącej i niemówiącej) / Seymour / odgłosy zwierząt
- Garfield i przyjaciele – Booker / Sheldon / Bo / Mort / Kaczor Fred / Dr. Garbanzo Bean
- G.I. Joe – Miedziana głowa / Błysk / Wolność / Złomowisko / Polly / Krótki bezpiecznik / Drewno / Latarka / Dziki Bill
- Family Guy – Fred Jones / Żaba Kermit / Megatron
- Inspektor Gadżet – Pies Mózg / Doktor Szpon / Zły Kot
- Kacze opowieści – Bracia Be / Poe de Czar
- Kim Kolwiek – Złoczyńcy i potwory
- Kryptonim: Klan na drzewie – Professor XXXL / Mr. Uno
- Kudłaty i Scooby Doo na tropie – Scooby Doo / Fred Jones (w niektórych odcinkach, w których postać ta występuje)
- Laboratorium Dextera – Małpa / Quackor / Pan Luzinsky
- Lloyd w kosmosie – Burk
- Maska (serial animowany) – Pies Milo / Mały Forthwright
- Megas XLR – Gyven / Dziecko / Wojownik
- Mucha Lucha – Zamaskowany Pies
- Przygody Timmy’ego – Doidle / Dinkledog / Aligator z kanałów / Maniak na punkcie Zła
- Prawdziwe duchołapy – Slimer / Ray Stantz / Samhaine / The Bogeyman (Upiór)
- Scooby Doo – Fred Jones
- Scooby-Doo! Mystery Incorporated – Fred Jones / Scooby Doo
- Simpsonowie – Mały pomocnik Mikołaja / Śnieżynka II / różne głosy
- Smerfy – Pracuś / Osiłek / Poeta / Szczeniak / Dzikus / różne głosy
- Sonic the Hedgehog (serial animowany) – różne głosy
- South Park – Wielki, Gigantyczny Czarny i Mroczny Potwór / Nibblet / Pies
- Strażnicy czasu – Francuscy kapitanowie / Odgłosy koni / James Sherman / Zombie
- Szmergiel – Królik Fall-Apart / Toots / Animowane radio Roderick / Toon Handbag / Kadet Quark / Elmo / różne głosy
- Transformery – Megatron / Galvatron / Soundwave / Blades / Buzzsaw / Chromedome / Frenzy / Groove / Laserbeak / Mirage / Mixmaster / Ratbat / Ravage / Rumble / Sharkticon / Skywarp / Sludge / Superion / Sweep / Trailbreaker / różne głosy
- Wilczek – Ray Slmer
- Wyspa totalnej porażki – odgłosy zwierząt
- Zło w potrawce – Miśkow
- Teleopowieści – Minikeni

### Filmy animowane
- Atlantyda. Powrót Milo – Obby / Mantell
- Dinozaur – Karnotaury / Velociraptory / Odgłosy dinozaurów
- Doug Zabawny – Herman Melville
- Droga do El Dorado – Koń Altivo / Pancernik
- Dzwonnik z Notre Dame II – Achilles / Djali
- Garfield – kot prawdziwy – Garfield / Gotycki dzieciak / Hardy / Keith / Nerd / Facet z dwiema głowami
- Herkules – Pegaz / odgłosy zwierząt i potworów
- Horton słyszy Ktosia – Bracia Wickersham
- Król lew – odgłosy lwów, myszy i dzikich zwierząt
- Król lew II: Czas Simby – odgłosy lwów, nosorożców i krokodyli
- Królewna Śnieżka – Nowe przygody – Nietoperz Batso
- Madagaskar – odgłosy lwów
- Madagaskar 2 – odgłosy lwów
- Mój przyjaciel smok – burmistrz Simmons / narrator
- Mulan – Khan / Cri-kee
- Nowe szaty króla – Ważka / Czarne pantery
- Oliver i spółka – Louie / Odgłosy psów / różne głosy
- Ostatni Mohikanin – Magua
- Piękna i Bestia – Podnóżek / Odgłosy wilków
- Piękna i Bestia. Zaczarowane święta – Phillippe / Sułtan
- Piękna i Bestia. Zaczarowany świat Belli – Sułtan
- Pocahontas – Flit
- Przygoda wiewiórek – Sophie
- Scooby Doo: Wakacje z duchami – Fred Jones / Scooby Doo
- Sezon na misia – odgłosy królików
- The Transformers: The Movie – Frenzy / Junkion / Laserbeak / Megatron / Rumble / Soundwave / Wheelie / Ravage
- Wielki mysi detektyw – Pies Toby / Kotka Felicia
- Władca ksiąg – Horror / Papuga / Kruk / Smok
- Wszystkie psy idą do nieba – odgłosy psów / Demony / różne głosy
- Wszystkie psy idą do nieba 2 – odgłosy psów / Demony / różne głosy
- Zakochany kundel II: Przygody Chapsa – Reggie (Pies z ulicy) / Odgłosy psów

### Filmy fabularne
- 101 dalmatyńczyków – odgłosy psów i szczeniaków
- 102 dalmatyńczyki – odgłosy psów i szczeniaków
- Aladyn – Jaskinia Cudów
- Alicja w Krainie Czarów (film 2010) – Dodatkowe efekty wokalne
- Anakonda – Odgłos anakondy i innych zwierząt
- Cmentarna szychta – odgłosy szczurów
- Dollman vs. Demonic Toys – Głos zabawek Oopsy Daisy, Jack Attack i Zombietoid
- Dzień Niepodległości – odgłosy kosmitów
- George prosto z drzewa – odgłosy małych małp, ptaka Tooki Tooki oraz goryli
- Godzilla – Odgłos Godzilli i małych Godzilli
- Gremliny rozrabiają – odgłosy gremlinów
- Jumanji – odgłosy zwierząt
- Kosmiczny mecz – Głos psa Charliego
- Kto wrobił królika Rogera? – Odgłos słonika Dumbo
- Looney Tunes znowu w akcji – Scooby Doo
- Małpi kłopot – Odgłos małpki Dodger
- Marsjanie atakują! – odgłosy kosmitów
- Opowieści z Narnii: Lew, czarownica i stara szafa – odgłosy zwierząt i dodatkowy głos Aslana
- Piekielna głębia – odgłosy papug
- Richie Rich – Psa Dollar
- Scooby Doo – odgłosy kreatur
- Scooby-Doo: Strachy i patałachy – Scooby Doo
- Scooby-Doo! Curse of the Lake Monster – Scooby Doo
- Spawn (film) – Malebolgia
- Star Trek III: W poszukiwaniu Spocka – Krzyk Spocka
- Super Mario Bros. (film) – odgłosy potworów
- Świnka Gordy – głos narratora
- Transformers: Zemsta upadłych – Soundwave / Devastator / Reedman / Grindor / Ravage
- Transformers: The Dark of the Moon – Soundwave / Shockwave / Barricade
- Transformers: Wiek zagłady – Galvatron

### Gry
- Baldur’s Gate – Xzar / różne głosy
- Disney’s Stitch: Experiment 626 – Eksperyment 621
- Epic Mickey – Królik Oswald
- Godzilla: Unleashed – odgłosy potworów
- Kingdom Hearts II – Abu (wer. angielska)
- Kingdom Hearts: Birth by Sleep – Eksperyment 621 (wer. angielska)
- Monster Hunter – odgłosy potworów
- Monster Hunter Freedom 2 – odgłosy potworów
- Transformers: The Game – Megatron
- Transformers: Zemsta upadłych – Megatron